# ペパロニ
ペパロニ (Pepperoni) は、アメリカ風のサラミの一種。豚肉と牛肉を混ぜ、パプリカやその他のチリペッパーで味付けし、乾燥熟成して作る。
ペパロニの特徴としては、柔らかく、ややくすんで明るく赤みがかっている。薄くスライスしたペパロニは、アメリカのピザ屋で売られるピザのトッピングの定番である。

## 語源
「ペパロニ」はイタリア語で「ピーマン」を指す peperone の複数形 peperoni からの借用語である。ソーセージを指す言葉として初めて「ペパロニ」が使われたのは1919年である。イタリア語で peperoncino（peperone の指小辞）という言葉は熱く辛いコショウを指す。

## 歴史
ペパロニはイタリア系アメリカ人が作り始めたもので、乾燥熟成したソーセージである。それは、ナポリの香辛料入り乾燥ソーセージであるサルシッチャ・ナポレターナ・ピッカンテやカラブリア州のソップレッサータのような、香辛料をきかせた南イタリアのサラミに似ている。主な違いとして、ペパロニは（ミラノの香辛料抜きのサラミと同様）より細挽きで、より柔らかく、普通はケーシングを付けて作られる。ペパロニはその需要に応じて大量生産される。アメリカでは、ペパロニはピザのトッピングとして広く使われるようになっている。

## 生産
ペパロニは通常、豚肉と牛肉を混ぜて作られる。七面鳥の肉もよく代用に使われるが、アメリカではそうした家禽肉の使用はラベルで適切に表示しなければならない。
ボツリヌス菌やその他の微生物による腐敗から製品を守るため現代の工場で通常行われる、硝酸エステルや亜硝酸エステルによる保存処理も、ペパロニの赤味がかった色の元であり、これは肉のタンパク質成分であるミオグロビンのヘムと反応するからである。

## 消費
『Convenience Store Decisions』誌によると、アメリカでは一年に2億5170万ポンドのペパロニが消費されており、全国で作られるピザの36%で使われている。ペパロニはピザのオーブンの熱で端がめくれ上がる癖がある。厚切りにしてわざと端がめくれるようにしたペパロニもある。
ペパロニはペパロニロールの具としても使われる。これはウェストバージニアとその周辺で人気のご当地軽食である。
カナダのノバスコシア州では、ペパロニ単体の揚げ物（通常、ハニーマスタードの漬け汁で食べる）はパブでよく見られるメニューである。

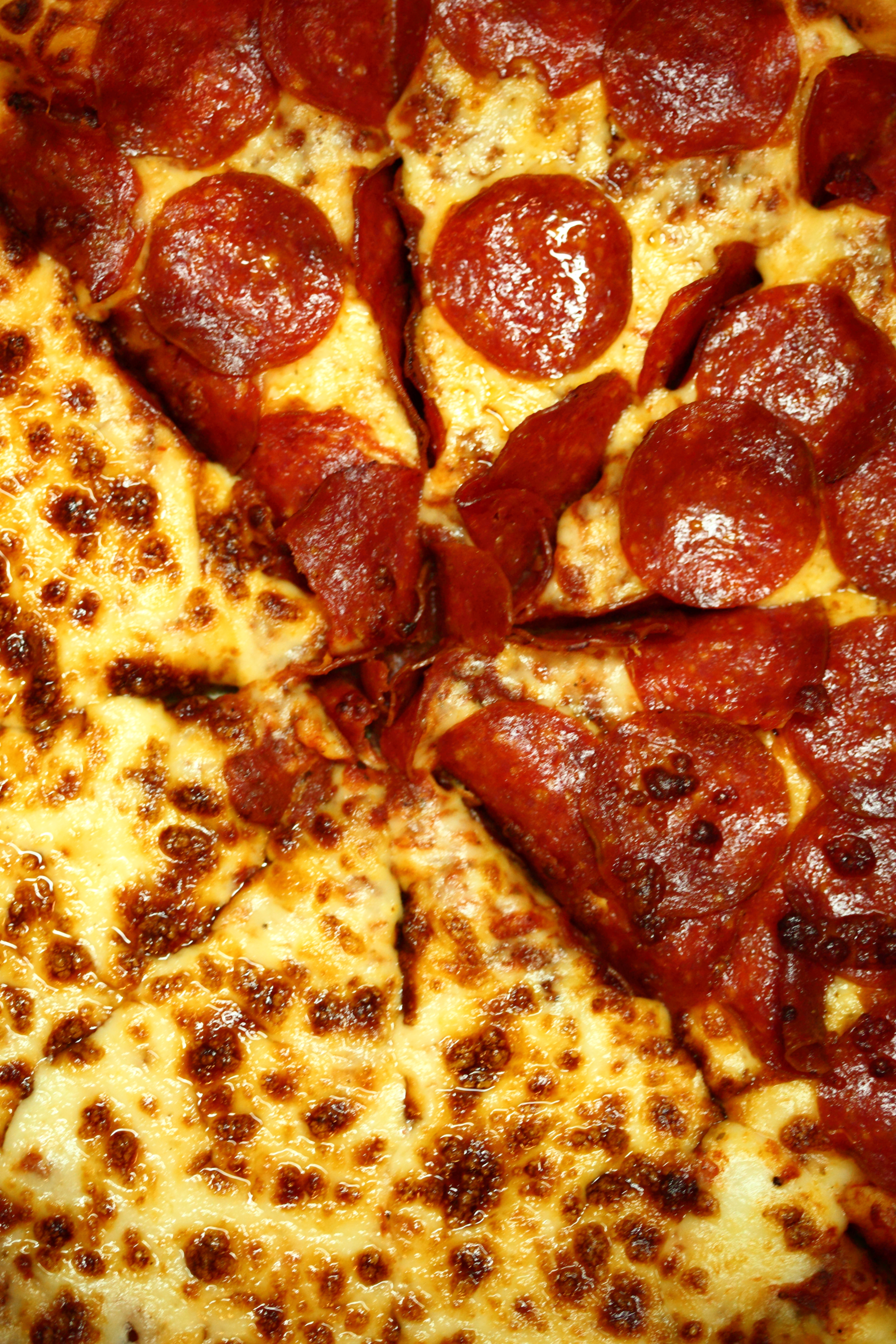
ピザに乗ったペパロニ
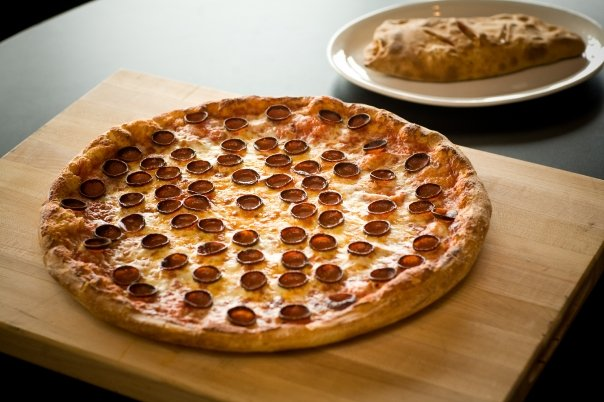
端がはっきりめくれ上がったペパロニを乗せたピザ

## 関連書籍
- Smith, Andrew F. (2007) "Pepperoni". The Oxford Companion to American Food and Drink. p. 447. ISBN 0195307968.
- Palumbo, S. A., et al. (January 1976). "Microbiology and Technology of the Pepperoni Process" (abstract). Journal of Food Science. Volume 41, Issue 1. pages 12–17. (要購読契約)
- Palumbo, S. A. et al. (July 1977). "Kinetics of Pepperoni Drying" (abstract). Journal of Food Science. Volume 42, Issue 4. pages 1029–1033. (要購読契約)